# Gamma Microscopii
Gamma Microscopii (γ Microscopii, förkortat Gamma Mic, γ Mic) som är stjärnans Bayerbeteckning, är en ensam stjärna belägen i den norra delen av stjärnbilden Mikroskopet. Den har en skenbar magnitud på 4,68, är svagt synlig för blotta ögat där ljusföroreningar ej förekommer men ändå den ljusaste stjärnan i den svaga stjärnbilden. Baserat på parallaxmätning inom Hipparcosuppdraget på ca 14,2 mas, beräknas den befinna sig på ett avstånd på ca 230 ljusår (ca 70 parsek) från solen.

## Egenskaper
Gamma Microscopii är en gul till vit jättestjärna av spektralklass G6 III. Den har en massa som är ca 2,5 gånger större än solens massa, en radie som är ca 10 gånger större än solens och utsänder från dess fotosfär ca 66 gånger mera energi än solen vid en effektiv temperatur på ca 5 000 K.
Gamma Microscopii är en stjärna som har fusion av helium i dess kärna och är placerad i den röda klumpens evolutionära gren, även om dess metallicitet, som anger stjärnans innehåll av andra element än väte och helium, är anomalt låg för en medlem i denna grupp.
Stjärnans rörelse genom rymden i förhållande till sina grannar är 1,2 km/s och den har listats som trolig medlem i Ursa Major Moving Group med stjärnor som har en liknande plats och en gemensam bana genom rymden. Extrapolering bakåt i tiden av rörelsen hos Gamma Microscopii har visat att den för ca 3,8 miljoner år sedan var endast omkring 6 ljusår bort från solen. Det skulle då ha haft en skenbar magnitud på -3 och varit ljusare än Sirius är nu.
Gamma Microscopii har en visuell följeslagare, CCDM J21013-3215B, av magnitud 13,7 separerad med 26 bågsekunder vid en positionsvinkel på 94°. Denna stjärna är sannolikt inte gravitationsbunden till Gamma Microscopii, utan enbart en optisk följeslagare.